# Bầu cử tổng thống Hoa Kỳ
Để tìm hiểu thêm về cuộc bầu cử tổng thống diễn ra gần đây nhất, xem Bầu cử tổng thống Hoa Kỳ 2024
Việc bầu cử tổng thống Hoa Kỳ là việc chọn lựa người làm tổng thống Hoa Kỳ trong nhiệm kỳ 4 năm, bắt đầu từ trưa Ngày Nhậm chức (20 tháng 1 năm sau cuộc bầu cử). Các cuộc bầu cử được chính quyền mỗi tiểu bang (chứ không phải do Chính phủ liên bang) tổ chức.
Bầu cử tổng thống diễn ra 4 năm một lần. Cuộc bầu cử gần đây nhất diễn ra vào ngày 5 tháng 11 năm 2024. Cuộc bầu cử kế tiếp sẽ diễn ra vào năm 2028. Các cuộc bầu cử diễn ra vào Ngày Bầu cử, ngày thứ ba sau ngày thứ hai của tuần đầu tiên trong tháng 11 mỗi 4 năm, tuy vậy nhiều người dân cũng có thể bỏ phiếu sớm bằng những hình thức như bỏ phiếu qua thư.
Bầu cử tổng thống là một quá trình gián tiếp. Theo hiến pháp, chỉ có Đại cử tri đoàn Hoa Kỳ mới có quyền bầu chọn tổng thống trực tiếp. Các thành viên trong đại cử tri đoàn cho mỗi tiểu bang được người dân tiểu bang đó chọn, họ có thể bầu hoặc không bầu cho ứng viên Tổng thống giành đa số phiếu phổ thông ở tiểu bang của mình. Tính đến năm 2024, chỉ có 33 tiểu bang có luật lệ đòi hỏi đại cử tri phải bỏ phiếu tuân thủ theo kết quả của phiếu phổ thông, do đó đã có một số trường hợp đại cử tri bỏ phiếu bầu khác với kết quả phiếu bầu phổ thông của tiểu bang đó, dù những trường hợp như vậy hiếm khi xảy ra. Số phiếu được đếm và chứng nhận vào đầu tháng 1 năm sau. Người nào giành được trên nửa số phiếu đại cử tri sẽ là người thắng cuộc.

## Luật lệ bầu cử
Trong hiến pháp Hoa Kỳ, việc bầu cử tổng thống được đề cập trong Điều II Khoản 1 và trong các tu chính án XII, XXII, và XXIII. Tổng thống và phó tổng thống được Đại cử tri đoàn bầu chọn trong cùng danh sách ứng cử. Các thành viên trong đại cử tri đoàn từ mỗi tiểu bang được định theo thể thức mà cơ quan lập pháp ở đó quy định - hiện nay hầu hết là dùng kết quả phiếu phổ thông. Người nhận trên nửa số phiếu cho tổng thống (hiện nay là 270) sẽ là người thắng cử tổng thống, và người nhận trên nửa số phiếu cho phó tổng thống là người thắng cử phó tổng thống. Nếu không ai nhận trên nửa số phiếu Đại cử tri đoàn, thì Hạ viện được quyền chọn tổng thống, với phái đoàn từ mỗi tiểu bang được một phiếu, và phó tổng thống được Thượng viện chọn. Việc này rất hiếm xảy ra, nhưng đã xảy ra hai lần: Hạ viện chọn tổng thống trong năm 1825 và Thượng viện đã chọn phó tổng thống trong năm 1837.
Bầu cử diễn ra mỗi 4 năm một lần vào ngày thứ 3 tính từ ngày thứ 2 đầu tiên trong tháng 11. Các chính quyền địa phương tổ chức cuộc bầu cử và đảm bảo kết quả trung thực và ngăn chặn gian lận trong việc kiểm phiếu.
Hiến pháp và các tu chính án không miêu tả cách mỗi tiểu bang chọn đại cử đoàn. Việc này có nghĩa là cử tri được chính quyền tiểu bang cho phép đi bầu chứ không phải Chính phủ liên bang; vì thế quyền bầu cử không phải là một quyền được hiến pháp bảo đảm. Mỗi tiểu bang có quyền cấm một số cá nhân bầu cử (trừ các trường hợp không được hiến pháp cho phép).
Một số tu chính án đã mở rộng quyền bầu cử đến một số nhóm người trên phạm quy toàn quốc: Tu chính án thứ 19 1920 trao phụ nữ quyền bầu cử, và Tu chính án thứ 26 trao công dân 18 tuổi trở lên quyền bỏ phiếu.

## Quá trình bầu cử

### Giai đoạn khởi đầu
Một chính trị gia có tham vọng trở thành tổng thống Hoa Kỳ sẽ thành lập một uỷ ban. Uỷ ban này sẽ tìm hiểu, thăm dò triển vọng của vị chính trị gia đó và quyên góp tiền bạc để vận động tranh cử. Nếu như không giành được sự quan tâm của cử tri, thì họ sẽ tự động rút lui. Nếu kết quả khả quan thì họ sẽ ra ứng cử tổng thống.

### Giai đoạn vận động ứng cử
Đây là giai đoạn các ứng viên (thuộc cùng một đảng) cạnh tranh trong nội bộ đảng để được chọn là ứng viên duy nhất ra tranh chức tổng thống với đảng khác. Các ứng viên phải tiêu tốn rất nhiều tiền bạc để quảng cáo, tuyên truyền, vận động các cử tri ủng hộ cho mình.
Các ứng viên tổ chức vận động ở các tiểu bang để kêu gọi cử tri ủng hộ mình. Tại mỗi bang, cử tri qua cuộc bầu cử sơ bộ chọn ra đại diện của tiểu bang đi dự đại hội đảng toàn quốc.

#### Bầu cử sơ bộ
Bầu cử sơ bộ thuộc về truyền thống chính trị của Hoa Kỳ. Nhiều người Mỹ cho đây là công cụ dân chủ để người dân có thể gây ảnh hưởng vào việc lựa chọn người lãnh đạo nước. Những người đứng đầu đảng ít có ảnh hưởng đến chương trình hoạt động và việc lựa chọn người ra tranh cử. Qua cuộc bầu cử sơ bộ, cử tri có được nhiều lựa chọn và có thể thử khả năng người ứng cử xem có thích hợp với chức vụ tổng thống.
Có hai cách thức chọn đại diện:
- Tại một số bang cử tri họp tại trường học, nhà riêng hay một nơi nào đó để chọn đại diện, những người được chọn đã tuyên bố ủng hộ một ứng viên nào đó, để tham dự đại hội tiểu bang lựa đại biểu (còn gọi là Caucus);
- Một số bang chọn cách thức bầu cử sơ bộ (hay gọi là primary): những cử tri có đăng ký bỏ phiếu chọn đại diện trực tiếp tham dự đại hội đảng.

Trong các cuộc bầu cử sơ bộ, cử tri không chọn trực tiếp ứng cử viên đảng mình mà bầu các đại biểu. Những người này sẽ bầu ứng cử viên đảng. Đảng Dân chủ theo hệ thống tỷ lệ, ứng cử viên sẽ được số đại biểu tùy theo số phiếu. Trong khi đảng Cộng hòa đa số theo nguyên tắc "winner takes all" (người thắng cuộc sẽ được tất cả các đại biểu trong bang).
Để được chọn ra tranh cử tổng thống, ứng cử viên đảng Dân chủ phải có được sự ủng hộ 2383 phiếu từ 4764 đại biểu, còn đảng Cộng hòa thì phải được 1237 phiếu từ 2472 đại biểu.

### Giai đoạn tổ chức đại hội đảng
Đại hội đảng tổ chức vài tháng trước cuộc bầu cử tổng thống để chọn ứng viên ra tranh chức tổng thống. Thường thì trước khi diễn ra đại hội người ta đã biết ứng viên nào được tuyển chọn dựa vào các cuộc vận động của các ứng viên tại các tiểu bang và qua những cuộc bầu cử sơ bộ trong đảng.
Ứng viên chiến thắng sẽ chọn một người cùng ra tranh chức Phó tổng thống, thường là một trong số những người thua cuộc.

### Giai đoạn vận động tranh cử
Đây là giai đoạn quyết định trong quá trình tranh cử tổng thống. Đây là thời điểm ứng viên của hai đảng lớn (Dân chủ và Cộng hoà) đối đầu trực tiếp với nhau.
Họ phải chi những khoản tiền khổng lồ cho cuộc vận động. Hai ứng viên tổ chức những hoạt động quảng cáo, tuyên truyền nhằm lôi kéo sự ủng hộ. Và cử tri cũng rất quan tâm tới các cuộc tranh luận trên truyền hình giữa hai ứng viên.
Chi phí trong giai đoạn vận động tranh cử thường rất lớn do các tập đoàn và công đoàn lao động không bị hạn chế trong việc cung cấp tài chính cho các ứng cử viên. Tuy nhiên, các tập đoàn hay công đoàn không được đóng góp trực tiếp cho các chiến dịch tranh cử của ứng cử viên mà phải được tiến hành thông qua các hoạt động quảng cáo chính trị trên các phương tiện truyền thông đại chúng. Do đó, chi phí đã bị đội lên rất nhiều và do chi phí quá cao nên tầm ảnh hưởng của các công đoàn và tập đoàn lên cuộc bầu cử là rất lớn, thậm chí cựu Thẩm phán John Paul Stevens đã lo ngại rằng tình trạng này sẽ khiến sự liêm chính của các thể chế dân cử trên toàn nước Mỹ sẽ bị đe dọa. Những khoản tiền này nhiều khi đã buộc các ứng cử viên không thể giữ lời hứa như trước lúc trúng cử.
Một trong các hoạt động quan trọng của tiến trình vận động tranh cử là tranh luận trực tiếp trên truyền hình giữa hai ứng cử viên có lượng người ủng hộ cao nhất. Điều này đã giúp Đảng Cộng hòa và Đảng Dân chủ loại đi được các đối thủ từ các đảng khác, từ đó duy trì được nền chính trị lưỡng đảng cử Hoa Kỳ. Mục đích của các cuộc tranh luận là để các ứng cử viên bày tỏ quan điểm của mình với cử tri, gia tăng sự hiểu biết của cử tri đối với các ứng cử viên và để giữ các cử tri không bầu cho một ứng cử viên ở một đảng khác (đối với tranh luận trong nội bộ một đảng). Tuy nhiên, đây cũng là dịp để các ứng cử viên công kích và hạ uy tín lẫn nhau. Điều này làm giảm chất lượng các cuộc tranh luận và làm các cử tri hiểu lầm về các ứng cử viên.
Đa số các bang đã thể hiện sự ủng hộ cho ứng viên nào. Tuy nhiên, một vài bang đến giờ chót vẫn chưa thể hiện sự ủng hộ cho ứng viên nên được gọi là "bang giờ chót". Vài tuần cuối trước khi bầu cử, các ứng viên sẽ tập trung vận động ở các bang này.

### Giai đoạn tiến hành bầu cử
Cuộc bầu chọn tổng thống Hoa Kỳ được tổ chức vào ngày thứ Ba đầu tiên của tháng 11.
Tổng số Đại Cử tri của Hoa Kỳ là 538 người. Một ứng viên muốn trở thành tổng thống phải giành được số phiếu tối thiểu là 270. Việc sử dụng Đại cử tri thay cho việc Cử tri phổ thông bầu trực tiếp tổng thống có nguyên nhân lịch sử và xã hội. Do trong quá khứ, lãnh thổ Hoa Kỳ quá rộng lớn khiến cho việc Cử tri phổ thông đi bầu trực tiếp gặp nhiều khó khăn nên Chính quyền mới sử dụng phương pháp bầu gián tiếp thông qua Đại cử tri. Việc này sẽ giúp quá trình kiểm phiếu nhanh hơn khi số lượng phiếu được kiểm thấp hơn rất nhiều.
Ở hầu hết các tiểu bang (ngoại trừ Maine và Nebraska), về lý thuyết, ứng viên nào giành được đa số tương đối phiếu phổ thông thì giành được toàn bộ phiếu đại cử tri của tiểu bang đó. Đây được gọi là nguyên tắc "được ăn cả, ngã về không" (winner takes all). Điều này khiến cho về mặt lý thuyết một ứng ứng cử viên chỉ cần giành được hết phiếu đại cử tri ở 11 bang có nhiều đại cử tri nhất là có thể trúng cử (55 ở California, 38 ở Texas, 29 ở New York, 29 ở Florida, 18 ở Illinois, 20 ở Pennsylvania, 20 ở Ohio, 16 ở Michigan, 16 ở Georgia, 14 ở Bắc Carolina và 15 ở New Jersey - tổng số phiếu đại cử tri ở 11 bang này là 270/538 phiếu, vừa đủ để trở thành Tổng thống).
Trong lịch sử từng có những đại cử tri đã bỏ phiếu ngược lại so với kết quả phiếu phổ thông của tiểu bang họ. Từ khi hình thành hệ thống đại cử tri đến cuộc bầu cử năm 2016, đã xuất hiện 157 trường hợp đại cử tri bỏ phiếu khác với lá phiếu họ đã cam kết với cử tri phổ thông trước đó.

## Nhận xét

### Phê phán
Lẽ tự nhiên của tiến trình bầu cử và sự phức tạp của nó đã gặp một số ý kiến chỉ trích. Có nhiều người đã nêu lên những phương cách khác thay thế để bầu chọn tổng thống, ví dụ như việc dùng số lượng phiếu phổ thông chứ không phải số phiếu đại cử tri như hiện nay. Những người chỉ trích cho rằng hệ thống Đại cử tri đoàn kém dân chủ hơn một cuộc bỏ phiếu phổ thông trực tiếp và có thể bị thao túng vì những đại cử tri bất tín Vấn đề này lại được đem ra bàn cãi sau kỳ Bầu cử Tổng thống năm 2000, khi ứng cử viên Đảng Dân chủ là Al Gore giành đa số phiếu phổ thông nhưng lại thất cử vì không giành được đa số phiếu của đại cử tri (điều này lặp lại năm 2016 với ứng viên Hillary Clinton).
Ở các tiểu bang, ứng viên nào giành được nhiều nhất phiếu đại cử tri thì giành được toàn bộ phiếu của cử tri đoàn. Đây được gọi là nguyên tắc "Được ăn cả, ngã về không" (the winner takes all). Điều này khiến cho về mặt lý thuyết, một  ứng cử viên chỉ cần giành được 142 phiếu đại cử tri ở 11 bang có nhiều đại cử tri nhất là đã có thể trúng cử (55 ở California, 38 ở Texas, 29 ở New York, 29 ở Florida, 18 ở Illinois, 20 ở Pennsylvania, 20 ở Ohio, 16 ở Michigan, 16 ở Georgia, 15 ở Bắc Carolina và 14 ở New Jersey - Tổng số phiếu đại cử tri ở 11 bang này là 270/538 phiếu, đủ để trở thành Tổng thống). Từ khi hình thành hệ thống đại cử tri đã xuất hiện 157 đại cử tri bỏ phiếu ngược cam kết với cử tri phổ thông trước đó (tức là bỏ phiếu cho ứng viên dành được ít phiếu phổ thông hơn), tuy rằng những lá phiếu này đều không làm ảnh hưởng tới kết quả bầu cử cuối cùng. Có 21 bang không có quy định bắt buộc Đại cử tri phải trung thành với lời cam kết.

### Ủng hộ
William C. Kimberling, Phó Giám đốc Văn phòng Quản lý Bầu cử cho rằng Hoa Kỳ cần duy trì hệ thống bầu cử Đại cử tri đoàn. Thứ nhất, hệ thống Cử tri đoàn góp phần củng cố sự gắn kết của đất nước bằng cách yêu cầu một ứng viên phải phân bổ sự ủng hộ của dân chúng dành cho họ để được bầu làm tổng thống. Không có cơ chế như vậy, việc lựa chọn tổng thống sẽ chỉ được quyết định ở các khu vực đông dân của đất nước, hoặc ở những vùng đô thị, trong khi các khu vực ít dân và các vùng nông thôn sẽ không có tiếng nói gì. Ông cũng cho rằng hệ thống Cử tri đoàn giúp nâng cao vị thế của các nhóm thiểu số trên toàn quốc, vì các nhóm thiểu số ở Hoa Kỳ thường tập trung ở những bang có nhiều phiếu đại cử tri nhất, họ là đối tượng đặc biệt mà các ứng cử viên không thể bỏ qua. Do đó, việc thay đổi sang hình thức bầu cử trực tiếp sẽ gây tổn hại đến lợi ích của các nhóm thiểu số vì phiếu bầu của họ sẽ bị đa số phiếu phổ thông áp đảo. Những người ủng hộ lập luận thêm rằng hệ thống Cử tri đoàn góp phần vào sự ổn định chính trị của quốc gia bằng cách khuyến khích và duy trì hệ thống hai đảng ở Hoa Kỳ.